# انتشار مستقيم
الموجات الكهرومغناطيسية (الضوء) تنتقل في خط مستقيم. ينحرف الضوء فقط عن الخط المستقيم عندما تتغير كثافة الوسط الذي ينتقل عبره، وهذا ما يسمى بالانكسار. أي أن الضوء لا ينحرف عند الانتقال عبر وسط متجانس، أي له نفس معامل الانكسار طوال الوقت. على الرغم من أن مقدمة الموجة قد تكون منحنية، (على سبيل المثال، الأمواج الناتجة عن اصطدام الصخر بالبركة) ، فإن الموجات الفردية تتحرك في خطوط مستقيمة.

## إثبات
يمكن إجراء تجربة لإثبات أن الضوء ينتشر في خطوط مستقيم، ثلاثة مربعات من الورق المقوى محاذاة بعضهم البعض بثقب صغير في وسط كل منها، بوضع ضوء خلف الورق المقوى سيظهر الضوء من خلال الثقوب الثلاثة من الجانب الآخر. يتم حجب الضوء إذا تم تحريك أي من مربعات الورق المقوى ولو قليلاً. هذا يثبت أن الموجات تنتقل في خطوط مستقيمة وهذا يساعد على تفسير كيفية رؤية البشر للأشياء، من بين استخدامات أخرى.

## أنواع الانتشار المستقيم للضوء
أنواع الانتشار المستقيم للضوء هي:
- الكاميرا ذات الثقب
- تشكيل الظل
- الكسوف

كلما كانت المسافة من الجسم الذي يحجب الضوء عن سطح الإسقاط أكبر، كانت الصورة الظلية أكبر (يعتبرون متناسبين). أيضًا، إذا كان الجسم يتحرك، فإن الظل الذي يلقيه الجسم سيعرض صورة ذات أبعاد (طول) تتوسع بشكل أسرع نسبيًا من معدل حركة الكائن نفسه، وتكون زيادة الحجم والحركة صحيحة أيضًا إذا كانت المسافة بين جسم التداخل ومصدر الضوء أقرب، لكن هذا لا يعني أن الظل قد يتحرك أسرع من الضوء، حتى عند إسقاطه على مسافات شاسعة، مثل السنوات الضوئية.
سيتحرك فقدان الضوء، الذي ينقل الظل، نحو سطح الإسقاط بسرعة الضوء. على الرغم من أن حافة الظل تبدو وكأنها «تتحرك» على طول الجدار، إلا أن زيادة طول الظل في الواقع هي جزء من إسقاط جديد ينتشر بسرعة الضوء من جسم التداخل. نظرًا لعدم وجود اتصال فعلي بين النقاط في الظل (باستثناء انعكاس الضوء أو تداخله، بسرعة الضوء) ، فإن الظل الذي يظهر على سطح مسافات كبيرة (سنوات ضوئية) لا يمكنه نقل المعلومات بين تلك المسافات مع حافة الظل.